# Галль, Франц Йозеф
Франц Йозеф Галль (нем. Franz Joseph Gall, 9 марта 1758 — 22 августа 1828) — австрийский врач и анатом, основатель френологии.
Изучал медицину в Страсбурге и Вене, где впоследствии занимался практикой и приобрел известность своим сочинением «Philos. mediz. Untersuchungen über Natur und Kunst im kranken und gesunden Zustande des Menschen» (1792). Гораздо большую известность доставили ему его чтения об учении о черепе, которые он читал в разных университетах и больших городах Германии.
Поселившись в Париже, он вместе с своим другом Шпурцгеймом развил своё учение в большом сочинении «Anatomie et physiologie du systéme nerveux еn général et du cerveau еn particulier, etc.» (1810—1820); кроме того, он написал «Introduction au cours de physiologie du cerveau» (1808) и «Sur les fonctions du cerveau» (1822).
С помощью своего учения пытался локализовать духовные способности в определенных частях черепа и мозга и тем самым показать, что психические функции влияют на развитие мозга и на форму черепной коробки. Сам Галль называл это учение краниологией, но оно получило известность под названием френологии (которое Галль критиковал).
Придумал теорию о том, что все психические способности человека можно разбить на 2 класса:
1. Познавательные — 16 психических способов;
2. Аффективные — 21 аффективный способ.

Сделал карту мозга. Выяснил, что лобная доля отвечает за интеллект. Высказал теорию: «Чем больше мозгового вещества, тем выше интеллект».
Развитие науки показало несостоятельность френологии, но за Галлем остается честь открытия некоторых новых фактов по анатомии и физиологии мозга. Так, Галль научно обосновал, что именно мозг — центр всей психической деятельности.

## История
Доктор Галль, немец по происхождению, не был ни шарлатаном, ни мошенником. Он изучал медицину в Страсбурге, затем в Вене, где закончил медицинский факультет университета и занимался практическим лечением. Он считался хорошим врачом-терапевтом, у него была своя клиентура. Но его в большей степени привлекала другая сфера в медицине, ещё никем не изученная — френология — изучение психики человека по строению его черепа. Он собирал черепа людей и животных, рассматривая их анатомические особенности. Его коллекция насчитывала десятки удивительных образцов. Он их сравнивал, делал выводы, рисовал идеальный человеческий череп.
Франц Галль начал читать популярные лекции. Он рассказывал об особенностях психики человека, брал в руки череп и показывал, за какие человеческие дарования отвечают отдельные части мозга и как это отражается на поверхности костей. У него не было отбоя от слушателей. Посмотреть на коллекцию и послушать ученого приходили самые именитые люди Вены. Френология завоевывала все большее число почитателей. Из Франции сообщали, что Бальзак в восторге от исследований доктора Галля и ждёт от него новых сенсационный открытий.
Но среди медиков у него были недруги. Они докладывали в министерство внутренних дел Австрии, в полицию, что профессор Галль проводит у себя дома опасные сеансы, на которых он внушает слушателям, что череп человека отражает суть его внутреннего мира, а по внешним данным костей можно судить о характере любой личности. Френология является лженаукой и может нанести ущерб моральному состоянию общества.
В начале 1802 года Галлю было вручено предписание о запрете выступлений с лекциями, и ему вскоре пришлось покинуть Вену. Он отправился в Берлин, по пути заехал к Гёте в Веймар, затем прибыл в Голландию, далее в Данию. Его везде встречали с почётом и просили выступить. Он читал лекции не только широкой публике, но выступал на медицинских факультетах и демонстрировал самые интересные образцы своей коллекции.
В марте 1808 года Галль предоставил в Парижскую академию свой труд, озаглавленный «Исследование нервной системы вообще и мозга в частности». Многие ученые, познакомившись с ней, уже готовы были высказаться положительно и дать добро на его членство в Академии, но неожиданно вмешался Наполеон. Не желая разбираться в сути представленной работы, он объявил: «Зачем нам нужны исследования немца, разве у нас своих исследований мало?».
Галль покинул Академию, но френологию не оставил. В 1820 году он выпустил четыре тома сочинений по френологии. Правда, особого успеха она уже не имела. Он умер от кровоизлияния, а свою голову завещал отделить от тела и череп добавить к его коллекции.
Френология по Галлю не получила развития. Указанные им на черепе места и выпуклости, которые свидетельствовали якобы о тех или иных способностях человека, не нашли подтверждения. По внешним признакам не удалось определить месторасположение памяти, фантазии, музыкального таланта, поэтического дара.
Уже в 1824 году ученые доказали, что восприятие раздражений от внешнего мира зависит от больших полушарий головного мозга. Доктор Галль, увы, не подошел к пониманию, что не череп, а мозг и нервная система определяют особенности характера и дарований человека. Его психические свойства не определяются рельефом поверхности мозга, более того, форма черепа не повторяет формы мозга.
Галль заблуждался, но его заслуга состояла в том, что он привлек ученых будущих поколений к познанию природы мозга, строению черепа и связанных с ними особенностей личности человека.

## Интересные факты
1) Немецкий поэт Иоганн Вольфганг Гёте, он же естествоиспытатель, увлекавшийся минералогией, коллекционированием разных видов растений, одним из первых познакомился с известным австрийским доктором Францем Йозефом Галлем, автором новой науки — френологии. Он с интересом выслушал его рассказы о том, что особенности психики человека можно якобы определить по строению его черепа. После отъезда доктора Галля из Веймара великий Гёте с интересом рассматривал свой череп в зеркале и щупал его.
2) Под давлением критики Галлю пришлось покинуть Пруссию и обосноваться в Париже, но и тут ему жилось не слишком сладко, поскольку он успел несколько раз высказаться по поводу недостаточной вместительности черепной коробки Наполеона. К тому же Галль утверждал, что строение черепа императора французов свидетельствует о том, что Бонапарт лишен склонности к философии, что было абсолютной правдой, но при этом звучало весьма оскорбительно. В результате Наполеон настоял на том, чтобы Галлю запретили выступать с лекциями в государственных учебных заведениях Парижа. Именно запрет Галля ставил себе главной заслугой Наполеон перед смертью, а не поход в Россию.